# Rotschulterkardinal

Verbreitungskarte

Der Rotschulterkardinal (Spiza americana) oder Dickzissel ist ein amerikanischer Singvogel aus der Familie der Kardinäle. Die Art ist der einzige Vertreter der Gattung Spiza.

## Merkmale
Der 15 cm lange Rotschulterkardinal hat einen gelben Überaugenstreif, eine graubraune Oberseite mit schwarzen Streifen am Rücken, dunkle Flügel, einen rostfarbenen Flecken auf der Schulter und eine helle Unterseite. Das Männchen hat einen schwarzen Kehlfleck, eine gelbe Brust und eine graue Haube und graue Wangen. Das Weibchen und die Jungvögel haben braune Wangen und Hauben und gestreifte Flanken.
Der Ruf des Vogels, ein „dick-ciss-ciss-ciss“, war namensgebend.

## Vorkommen und Bestand
Der Vogel brütet in offenen Landschaften in Südostkanada und dem Osten der USA und zieht zum Überwintern in größeren Schwärmen ins südliche Mexiko, Zentralamerika und ins nördliche Südamerika.
Der Rotschulterkardinal ist einer der häufigsten Vogelarten der Prärieregion, allerdings sind die Bestände im Zeitraum von 1966 und 2000 um jährlich durchschnittlich 1,4 Prozent zurückgegangen. Ursache für diesen Bestandsrückgang sind Habitatverlust ist der zunehmende Umwandlung von Prärie in Agrarlandschaft und die Verfolgung im Überwinterungsgebiet, wo der Rotschulterkardinal als Ernteschädling gilt. Rotschulterkardinal sind außerdem einem starken Brutparasitismus durch den Braunkopf-Kuhstärling ausgesetzt. Im Gebiet der Great Plains enthalten abhängig von der Region zwischen 30 und 90 Prozent der Rotschulterkardinal-Gelege auch Eier des Braunkopf-Kuhstärling. Während ein Jungvogel des Braunen Kuhstärlings sich in der Regel nicht fatal auf die im gleichen Nest heranwachsenden Jungvögel des Rotschulterkardinals auswirkt, kommt es in Regionen mit einer hohen Dichte an Kuhstärlingen regelmäßig dazu, dass mehr als ein Weibchen dieses Brutparasiten ein Ei dem Gelege hinzufügt.

## Verhalten
Der Rotschulterkardinal sucht am Boden oder in Feldern nach Insekten und Samen. Außerhalb der Brutzeit geht der Vogel in Gruppen auf Futtersuche. In einigen Regionen wird der Rotschulterkardinal von den Landwirten als Schädling betrachtet, da von den Vogelschwärmen große Mengen von Getreide vernichtet werden.

## Fortpflanzung
Das Weibchen baut ein großes Schalennest aus Pflanzenmaterial in Büschen oder im dichten Gras. Die durchschnittlich vier Eier werden rund zwei Wochen lang bebrütet. Die Jungvögel werden nach etwa zehn Tagen flügge.
Das Männchen kann sich mit mehr als einem Weibchen paaren.

## Einzelbelege
1. ↑   Paul A. Johnsgard: Great Wildlife of the Great Plains. University Press of Kansas, 2003, ISBN 0-7006-1224-6, S. 22
2. ↑   Paul A. Johnsgard: Great Wildlife of the Great Plains. University Press of Kansas, 2003, ISBN 0-7006-1224-6, S. 23